# ويليام غريني تورنر
ويليام غريني تورنر (بالإنجليزية: William Greene Turner)‏ هو طبيب أسنان أمريكي، ولد في 21 أكتوبر 1833، وتوفي في 1917 في نيوبورت في الولايات المتحدة.